# Holoparamecus constrictus
Holoparamecus constrictus es una especie de coleóptero de la familia Endomychidae.

## Distribución geográfica
Habita en Guatemala y México.